# Kerkewiel
De Kerkewiel in Werkendam is een grote vijver ontstaan uit een oude dijkdoorbraak van de Werkensedijk. Het is enkele eeuwen lang het afvoerputje van het centrum van Werkendam geweest. De riolen van de huizen rond de wiel en de sloten rond het kerkhof kwamen hierop uit. In de wiel was geen plantenvegetatie aanwezig, wel zwommen er veel karpers en eenden in rond. Met een speciale beluchtingsfontein werd voorkomen dat deze parkvijver in de zomer te hard ging stinken. 

## Opknapbeurt
In 2008 is de Kerkewiel deels gesaneerd. Deze klus is afgerond in de winter van 2011-2012. Vrachtwagens vol vervuild slib zijn afgevoerd, oude beschoeiingen zijn verwijderd, een overschot aan vis is overgezet naar ander water en ontstonden weer mogelijkheden voor een natuurlijke vegetatie.
Op de droge oevers werden inheemse soorten als groot hoefblad, kattenstaart, poelruit, leverkruid en heelblaadjes geplant. In de oeverzone, maar dan net onder water kwamen gele lis, oeverzegge, waterweegbree en zwanebloem; wat dieper helofyten zoals mattenbies, egelskop en lisdodde. Deze laatste groep heeft tot taak om de nog aanwezige overtollige voedingsstoffen in het slib aan zich te binden en de biologische afbraak mogelijk te maken. 
Met een bootje zijn er vervolgens van gele plomp en waterlelie een groot aantal wortelstokken afgezonden op geschikte plaatsen. Onderwaterplanten werden aangevoerd via de maaiboot van de gemeente die jaarlijks de waterplantenvegetatie uit de singels onder controle houdt. De Kerkewiel is veranderd van een stinkende poel in een prachtige parkvijver waarin herstel van het biologisch evenwicht weer mogelijk is.